# Melanocanthon granulifer
Melanocanthon granulifer är en skalbaggsart som beskrevs av Schmidt 1920. Melanocanthon granulifer ingår i släktet Melanocanthon och familjen bladhorningar. Inga underarter finns listade i Catalogue of Life.